# Coloconger canina
Coloconger canina is een straalvinnige vissensoort uit de familie van colocongers (Colocongridae). De wetenschappelijke naam van de soort is voor het eerst geldig gepubliceerd in 1975 door Castle & Raju.